# Estado del Alto Perú
Las provincias o departamentos del Alto Perú fueron unificadas para cumplir el proyecto de Sucre y Olañeta en fundar un nuevo estado, formándose en el ámbito de estatus, el Estado del Alto Perú, aunque también era llamado de esta manera en ocasiones. La denominación de Alto Perú sería el nombre provisional que adoptó la actual Bolivia entre enero y agosto de 1825, siendo el primer nombre con el cual inició su proceso de organización fundacional.
El 29 de enero de 1825, José Miguel Lanza, comandante de las Republiquetas de Ayopaya y Larecaja, ocupó la ciudad de La Paz (que se encontraba bajo administración del gobierno realista), declarando la independencia del Estado del Alto Perú y fue proclamado por sus seguidores como presidente del Alto Perú. Posteriormente el 7 de febrero de 1825, el mariscal Antonio José de Sucre, al mando del Ejército Libertador ocupó el territorio, aliándose con Lanza y reconociendo su autoridad lo designó "presidente y comandante general de La Paz", por otro lado Lanza reconoció a Sucre como autoridad superior en las provincias altoperuanas. Con el reconocimiento de su autoridad mediante el decreto del 9 de febrero, convocan a una Asamblea Deliberante para decidir el futuro de estas provincias.
Tras la conformación y debate de la Asamblea Deliberante, oficialmente el Alto Perú declara su independencia el 6 de agosto de 1825.

El mundo sabe que el Alto Perú ha sido, en el continente de América, el ara donde se vistió la primera sangre de los libres y la tierra donde existe la tumba del último de los tiranos: que Charcas, Potosí, Cochabamba, La Paz y Santa Cruz, han hecho constantes esfuerzos para sacudir el yugo peninsular; y que la irretractabilidad de sus votos contra el dominio español, su heroica oposición, han detenido mil veces las impetuosas marchen del enemigo sobre regiones que, sin esto, habrían sido encadenadas, o salvándose sólo con el último y más prodigioso de los esfuerzos.
Acta de Independencia, 6 de agosto de 1825.

La denominación de provincias o Estado del Alto Perú, fue cambiado por el de "República Bolívar", en honor a Simón Bolívar. El Estado del Alto Perú y su sucesor, República de Bolívar, estuvieron vinculado a los órganos políticos del Perú, esto por decisiones de Bolívar.

## Antecedentes
Las sublevaciones de Chuquisaca y La Paz de 1809 fueron el punto de arranque de las guerras de independencia hispanoamericanas, pero iniciando como guerras civiles, puesto a que las revoluciones serían en nombre del rey Fernando VII de España, pero, entre los revolucionarios también estaban los que usaron la estrategia de las máscaras fernandinas.
Entre 1811 y 1825, se organizaron grupos revolucionarios denominados en la historiografía boliviana como republiquetas, entre estas; las republiquetas de Larecaja y Ayopaya encabezadas por José Miguel Lanza, y por otro lado las republiquetas de Santa Cruz, Vallegrande, La Laguna, Cinti, Porco-Chayanta y otros grupos guerrilleros que estaban adscritos a las Provincias Unidas del Río de la Plata. En este periodo la región del Alto Perú, se dividió en dos bandos, patriotas y realistas; los patriotas adscritos a estado rioplatense se identificaban por una bandera formada por dos franjas de color azul y blanco, mientras que los patriotas encabezados por Lanza se identificaban con la bandera de la Junta Tuitiva, por otro lado los realistas se identificaban con una bandera igualmente de dos franjas cuyos colores eran la rojigualda. Ambos bandos llevaban también brazaletes, en el brazo derecho, para distinguirse. Asimismo las entonces denominadas provincias del Alto Perú (La Paz, Charcas, Potosí y Cochabamba) y las provincias de Santa Cruz y Tarija, eran miembros, y contaban con sus representantes en Provincias Unidas del Río de la Plata. 
Entre 1821 y 1822, se establece el Protectorado de San Martín en el Perú, el cual controlaba de facto el Partido de Atacama, reclamando también parte de los territorios de los actuales del norte de La Paz y Pando.
Las victorias en Junín, el 6 de agosto de 1824, contra las fuerzas de Canterac y Ayacucho, el 9 de diciembre de 1824, contra las fuerzas de La Serna, significaron triunfos definitivos por la causa de la Libertad en el Perú. Estos triunfos desmoralizaron a los jefes realistas que ocupaban el norte del Río de la Plata; en Cochabamba, el gobernador intendente realista coronel Pedro Antonio de Assua, presenció la ocupación de la ciudad el 14 de enero de 1825, por las fuerzas de los caudillos Bartolomé Guzmán, Antonio Saturnino Sánchez y Casimiro Bellot, estos al ocupar la ciudad, hicieron que los jefes de la guarnición realistas apoyaran la causa y se amotinasen ante Assua, logrando su destitución; controlada la situación se conformó el cabildo y procedió a elegir a un gobernador interino que recayó en Mariano Guzmán, quien luego fue sustituido por Saturnino Sánchez. 
Sin embargo, todavía defendía la corona de España, el general Pedro Antonio Olañeta a quién el general Sucre, mediante el emisario Elizalde, le propuso que desistiese de tal propósito y una vez reconocida la independencia por las autoridades españolas, las provincias podrían quedar bajo su autoridad; pero tal propuesta fue rechazada por Olañeta y pidió un armisticio de cuarenta días, lo que el general Antonio José de Sucre rechazó enérgicamente. Entonces Olañeta mandó a su sobrino Casimiro –comandando una comitiva de criollos altoperuanos– a la costa para conseguir armas, pero este se desvía y se dirige al Desaguadero a dar encuentro al general Sucre; teniendo intereses de por medio, le informa de las intenciones de Pedro Olañeta e insistirle en decretar la conformación de una Asamblea Deliberante, para definir el futuro de las provincias del Alto Perú.

### Gobierno de Lanza
El 29 de enero de 1825, José Miguel Lanza, comandante de las Republiquetas de Ayopaya y Larecaja, ocupa la ciudad de La Paz (que se encontraba bajo administración del gobierno realista), declarando la independencia del Estado del Alto Perú y siendo proclamado por sus seguidores como presidente del Alto Perú. Sin embargo controlaba efectivamente solo el territorio de la Provincia de La Paz.
Lanza difundió el uso de la bandera de la Junta Tuitiva como una bandera independentista, misma que posteriormente se establecería como la bandera del Departamento de La Paz, y se basarían en los colores de la misma, para la creación de la bandera de la República Bolívar.

«Por muchos años fue la bandera de todos los bolivianos (...) Nuestra bandera es no solamente de los paceños, sino es la primera bandera boliviana, con la cual se constituyó nuestra república independiente.»
Luis Revilla, alcalde de la ciudad de La Paz

Posteriormente el 7 de febrero de 1825, el mariscal Antonio José de Sucre, al mando del Ejército Libertador ocupa el territorio, aliándose con Lanza y reconociendo su autoridad lo designa "Presidente y Comandante General de La Paz", por otro lado Lanza reconoce a Sucre como autoridad superior en las provincias altoperuanas. Con el reconocimiento de su autoridad, mediante el decreto del 9 de febrero, convocan a una Asamblea Deliberante para decidir el futuro de estas provincias, las cuales muchas de ellas aun se encontraban controladas por resistencias realistas o en el caso de Santa Cruz existían tres gobiernos paralelos, uno realista, otro leal al Río de la Plata y otro independentista.

### Ocupación militar del Ejército Unido Libertador

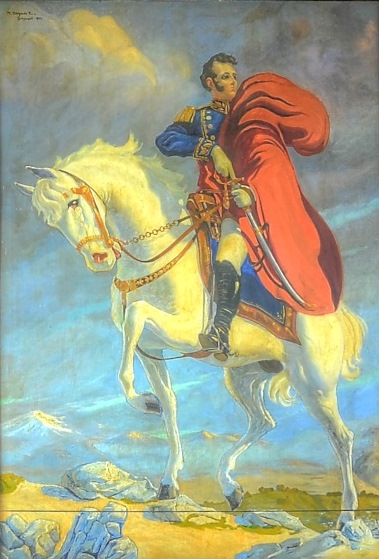
Antonio José de Sucre, General en Jefe del Ejército Unido Libertador del Perú.

El mariscal Antonio José de Sucre, al mando del Ejército Unido Libertador del Perú, ocupó la ciudad de La Paz el 7 de febrero de 1825, y dos días después dictó el Decreto del 9 de febrero, en el que convocó una Asamblea de diputados del Alto Perú, para que se reuniese inicialmente en Oruro y decidiera libremente la suerte de estos territorios conformados por La Paz, Cochabamba, Potosí, Chuquisaca y Santa Cruz.

1-er Decreto.- Las provincias que se han conocido con el nombre del Alto Perú, quedarán dependientes de la primera autoridad del ejército libertador, mientras una asamblea de diputados de ellas mismas delibere su suerte.....
2-Decreto.- Esta Asamblea se compondrá de los diputados que se eligieren en juntas de parroquias y de provincias.
3-er Decreto.- El 12 de marzo próximo se reunirán indispensablemente los Ciudadanos de cada parroquia en el lugar más público, presididos del alcalde del pueblo, y cura párroco, y elegirán nominalmente cuatro electores, antecediendo a esta diligencia de nombramiento de dos escrutadores, y un secretario.
18-vo Decreto.- El objeto de la Asamblea General será sancionar un régimen de gobierno provisorio, y decidir sobre la suerte y los destinos de estas provincias, como sea más conveniente a sus intereses felicidad; y mientras una resolución final, legitime y uniforme, quedarán regidas conforme al Artículo 1-ro
Antonio José de Sucre, General en Jefe del Ejercito Unido Libertador del Perú, Decreto de 9 de febrero de 1825.

Inicialmente Simón Bolívar, al enterarse de este decreto reprendió a Sucre, ya que iba contra la idea de la formación de su proyecto denominado Federación de Los Andes, y que ese decreto –pensaba Bolívar– sólo crearía pequeños núcleos donde habrían de arraigar caudillos personalistas y ambiciosos.
El 22 de febrero, el coronel Francisco López de Quiroga, subordinado de Olañeta en La Plata, a la cabeza de los Dragones de La Frontera, decide sublevarse y se pronunció por la libertad de las provincias. Sucre designa en marzo al coronel Pedro Arraya encabezar una pequeña vanguardia de observación, para seguir el rumbo de Pedro Olañeta, quien se refugia provisionalmente en Oruro, y parte rápidamente hacia Potosí, luego Arraya sigue su rastro, y después el Ejército Libertador entra el día 18 en Oruro. Pedro Olañeta estando en Potosí para refugiarse del ejército enemigo, que era más numeroso que el suyo, se marchó por la tarde del día 27 –o 28–, el mismo día por la media noche, el coronel Arraya al mando de la vanguardia de un centenar de hombres ocupó la ciudad de Potosí, acampó en la plaza mayor a la espera del coronel O'Connor que comandaba el Ejército Libertador.

### Combate de Tumusla
Pedro Olañeta se enteró de la proclama de independencia del 25 de marzo de su antiguo subordinado y lugarteniente, coronel Carlos Medinaceli, y se dirigió a sofocarla, estado en Cotagaita descendió hacia las orillas del río Tumusla, pero en la madrugada del 1 de abril, Medinaceli y su fuerza ya se encontraría en Tumusla. Medinaceli a la cabeza del Batallón Chichas, por la tarde del 1 de abril, defendió sus declaraciones tomadas, procediendo al combate de sublevación contra su antiguo superior, el combate duró cuatro horas, en donde cayó Olañeta gravemente herido, falleciendo al día siguiente, y dio fin al poderío realistas.

### La Asamblea Deliberante
Si bien, se había decretado desde La Paz que la Asamblea General de Diputados de las Provincias del Alto Perú se reuniera el 15 de abril de 1825, en la villa de Oruro y debería iniciar las reuniones al día siguiente, pero, los diputados protestaron por el clima hostil de aquella villa; de modo que esta asamblea se debía llevar a cabo en junio en la ciudad de La Plata o conocida ya como Chuquisaca; no obstante de haberse recibido una comunicación de Bolívar que daba instrucciones terminantes para una fecha posterior, de manera que la asamblea se llevó a cabo oficialmente recién el 10 de julio en la ciudad ya acordada. Como primer acto de la sesión se dio lugar a la organización de la directiva que conformaría la asamblea.

Considerando: CONTIENE 5 CONSIDERANDOS..

1-er Considerado.- Que al pasar el Desaguadero el ejército libertador ha tenido el solo objeto de redimir las provincias del Alto Perú, de la opresión española; dejándolas en la posesión de sus derechos.
2-do Considerado.- Que no correspondiendo al ejército intervenir en los negocios domésticos de estos pueblos, es necesario que las provincias organicen un gobierno que provea a su conservación, puesto que el ejército ni quiere ni debe regirlas por sus leyes militares, ni tampoco puede abandonarlas...
3-er Considerado.- Que el antiguo Virreinato de Buenos Aires, a quien ellas pertenecían a tiempo de la revolución de América, carece de un gobierno general que represente completa, legal y legítimamente la autoridad de todas las provincias, y que no hay, por consiguiente, con quien entenderse para el arreglo de ellas.
Decreto:
1º Decreto.- Las provincias que se han conocido con el nombre del Alto Perú, quedarán dependientes de la primera autoridad del ejército libertador, mientras una asamblea de diputados de ellas mismas delibere su suerte.
2º-Decreto.- Esta Asamblea se compondrá de los diputados que se eligieren en juntas de parroquias y de provincias.
3º Decreto.- El 12 de marzo próximo se reunirán indispensablemente los Ciudadanos de cada parroquia en el lugar más público, presididos del alcalde del pueblo, y cura párroco, y elegirán nominalmente cuatro electores, antecediendo a esta diligencia de nombramiento de dos escrutadores, y un secretario.
18º Decreto.- El objeto de la Asamblea General será sancionar un régimen de gobierno provisorio, y decidir sobre la suerte y los destinos de estas provincias, como sea más conveniente a sus intereses felicidad; y mientras una resolución final, legitime y uniforme, quedarán regidas conforme al Artículo 1º
Antonio José de Sucre, Decreto de 9 de febrero de 1825

### Dependencia del Perú

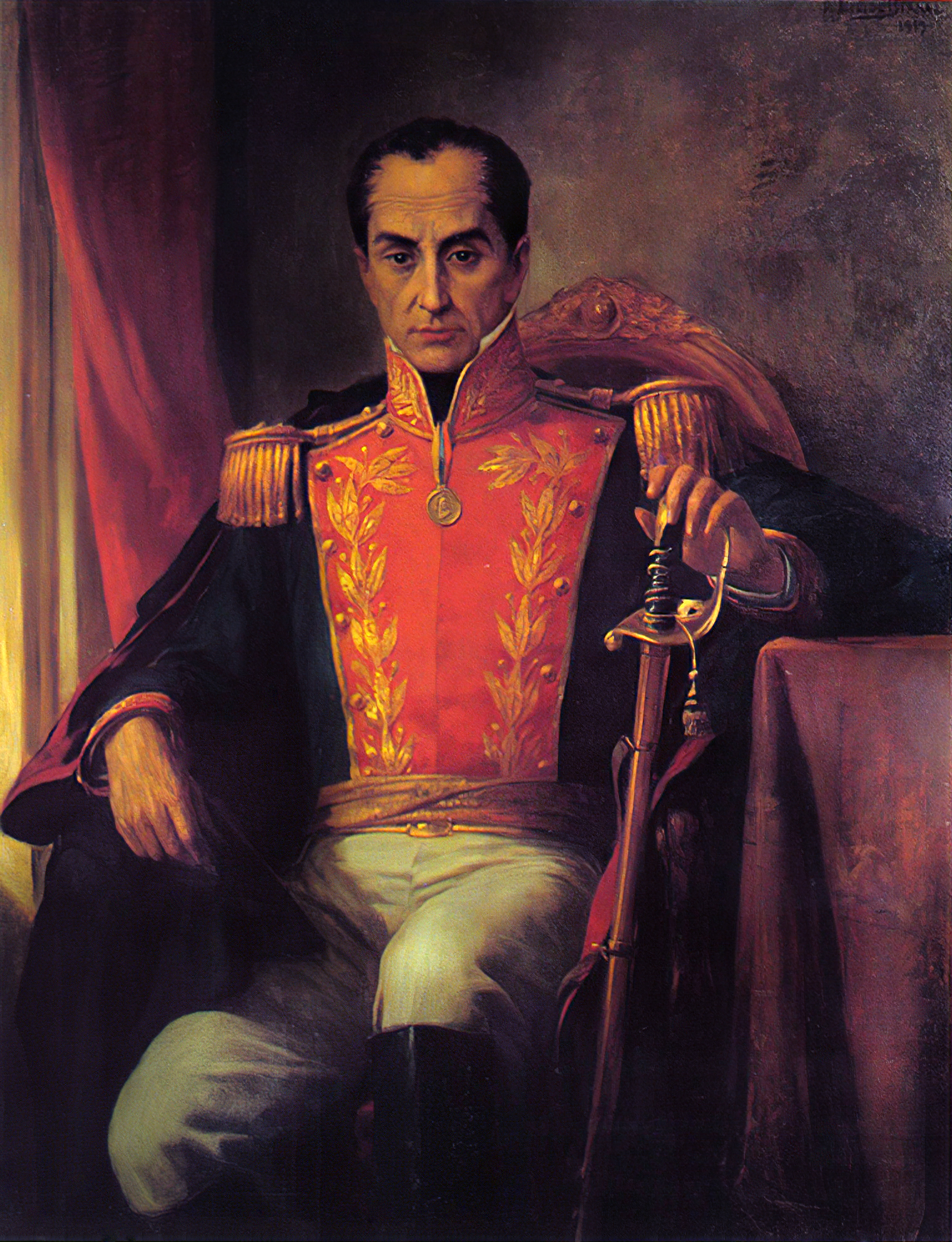
Simón Bolívar, Suprema Autoridad Política y Militar de la República del Perú (1824-1827).

Siendo que en 1810, tras la independencia del Río de la Plata, el Virrey Abascal anexó las provincias del Alto Perú al Virreinato del Perú; y posteriormente mediante la Capitulación de Ayacucho se reconoce el nacimiento del Perú como Estado independiente, quedó en manos del congreso peruano definir los límites de su República para no entrar en conflicto con el Río de la Plata, por la polémica de a que Estado le pertenecía las provincias altoperuanas. 

Artículo 6.°.— El Congreso fijará los límites de la República, de inteligencia con los Estados limítrofes, verificada la total independencia del alto y bajo Perú.
Constitución del Perú de 1823

El 23 de febrero de 1825, el Congreso del Perú reconoce el derecho de las provincias altoperuanas para erigirse en Estado independiente, con la condición que indemnicen al Perú, por los gastos económicos que este último realizó durante la ocupación militar del Ejército Libertador conformado por grancolobianos y peruanos al mando del Mariscal Sucre. 

Artículo 1°. Las Provincias del Alto Perú, antes Españolas, se reunirán, conforme al decreto del Gran Mariscal de Ayacucho, en una Asamblea General para expresar libremente en ella su voluntad sobre sus intereses y gobierno, conforme al deseo del Poder Ejecutivo de las Provincias Unidas del Río de la Plata y de las mismas dichas Provincias.

Artículo 2°. La deliberación de esta Asamblea no recibirá ninguna sanción hasta la instalación del nuevo Congreso del Perú en el año próximo.
Artículo 3°. Las Provincias del Alto Perú quedarán entretanto sujetas a la autoridad inmediata del Gran Mariscal de Ayacucho, General en Jefe del Ejército Libertador, Antonio José de Sucre.
Artículo 4°. La resolución del Soberano Congreso del Perú de 23 de febrero citada, será cumplida en todas sus partes sin la menor alteración.

Artículo 5°. Las Provincias del Alto Perú no reconocerán otro centro de autoridad por ahora y hasta la instalación del nuevo Congreso peruano sino la del gobierno supremo de esta República.
Simón Bolívar, Decreto dado el 16 mayo de 1825 en Arequipa.

## Debate de la Asamblea
Se analizaron dos corrientes:

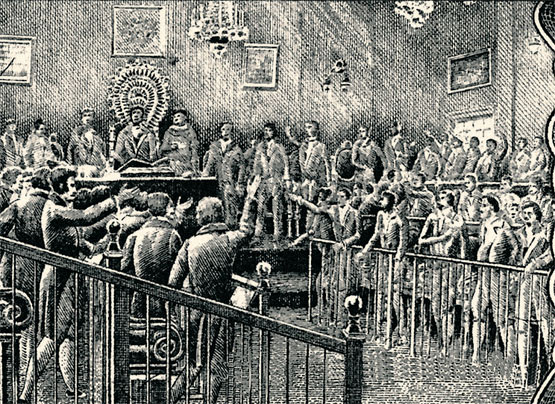
Diputados de la Asamblea reunidos en la Casa de la Libertad.

- Anexionista, o de unión al Perú o Buenos Aires.
- Autonomista, o de independencia absoluta.

La idea de anexión al gobierno de Buenos Aires fue rechazada plenamente, por la conducta mostrada por los ejércitos auxiliares argentinos que ingresaron al territorio Alto Peruano, la idea de anexión al Perú tuvo aceptación solamente en dos diputados de La Paz: Eusebio Gutiérrez y Juan Manuel Velarde. La discusión sobre las corrientes finalizó el 28 de julio de 1825 y se votó por tres opciones:
1. Su anexión al Gobierno de Buenos Aires.
2. Su anexión a la República del Bajo Perú.
3. La Independencia absoluta, y las provincias pasen a formar una nueva república.

La anexión al Gobierno de Buenos Aires no obtuvo ningún voto, la de anexarse al Bajo Perú obtuvo 2 votos, y por abrumadora mayoría la Asamblea decidió por la Independencia del Alto Perú. Concluyendo la reunión el 23 de julio de 1825, finalmente, el presidente de la Asamblea José Mariano Serrano, junto a una comisión formada por Manuel Urcullo, José María Mendizábal y Casimiro Olañeta, redactó el "Acta de la Independencia", que lleva fecha del 6 de agosto de 1825, en conmemoración de la Batalla de Junín, la cual se desarrolló el 6 de agosto de 1824.

## Organización Territorial
Las cinco provincias que conformaban el Alto Perú eran: La Paz, Charcas, Potosí, Cochabamba y Santa Cruz; El 29 de enero de 1825, Antonio José de Sucre modificó la organización territorial, estableciendo que las denominadas provincias fuesen convertidas en departamentos, divididas en provincias y estas en cantones; además que se renombró a Charcas como Chuquisaca, las demás entidades territoriales conservaron sus nombres. Si bien la Ley del 11 de agosto de 1825, dispone que la capital de la nueva república sería la ciudad de Sucre, hasta ese entonces no se había definido donde debería estar establecida la ciudad de Sucre. La Ley del 1 de julio de 1826, dispone a la ciudad de La Plata (Departamento de Chuquisaca) como capital provisional del país, hasta que se designe el lugar donde será, la verdadera capital. Recién el 12 de julio de 1839 se decide que la ciudad de La Plata será la capital oficial de la República y de ahí en adelante se la renombra a ciudad de Sucre.
| N.º | Provincias del Alto Perú | Capital                 | Cantones                                                                   |
| --- | ------------------------ | ----------------------- | -------------------------------------------------------------------------- |
| 1   | La Paz                   | La Paz                  | - La Paz - Yungas - Caupolican - Pacajes - Sica Sica - Omasuyos - Larecaja |
| 2   | Cochabamba               | Cochabamba              | - Cochabamba - Arque - Clisa - Sacaba - Quillacollo - Mizque - Palca       |
| 3   | Charcas                  | Chuquisaca              | - Chuquisaca - Oruro - Carangas - Paría - Yamparaes - Laguna - Siriti      |
| 4   | Potosí                   | Potosí                  | - Potosí - Chayanta - Porco - Chichas - Atacama - Lipes                    |
| 5   | Santa Cruz               | Santa Cruz de la Sierra | - Santa Cruz - Mojos - Chiquitos - Cordillera - Vallegrande                |

### Cuestión de Santa Cruz

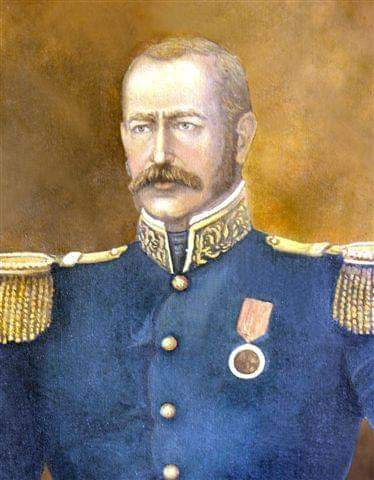
José Manuel Mercado, apodado el colorao.

José Manuel Mercado al enterarse del avance del Ejército encabezado por Antonio José de Sucre en el Alto Perú, el 14 de febrero de 1825 entró en Santa Cruz de la Sierra, depuso al gobernador realista Tomás Aguilera y se proclamó gobernador, pero al día siguiente un cabildo informal nombró al ex realista Juan Manuel Arias gobernador de Santa Cruz, quien proclamó la "Independencia de Santa Cruz"(¿Fuente?). Una guarnición realista de 190 infantes con 2 piezas de artillería se unió a las fuerzas independentistas de Juan Manuel Arias. Hay que tener en cuenta que después de la caída de Olañeta y el avance del Ejército Unido Libertador del Perú, no era raro que los caudillos independentistas proclamaran la independencia de sus provincias (como por ejemplo, José Miguel Lanza, al cual el pueblo lo proclamó inicialmente como "presidente" de la Paz). En todo caso, estas proclamaciones nunca fueron reconocidas ni por otros gobernadores y menos aún por la comunidad internacional. El ejército de Sucre, ocupó Santa Cruz y reemplazo a su gobernador por el comandante Francisco María del Valle, con el título de "Comandante en Jefe de los departamentos libres de Santa Cruz", posteriormente envió a José Videla como "Presidente del Departamento". Posteriormente la Provincia de Santa Cruz de la Sierra eligiría dos representantes para que participen en la Asamblea deliberante del Alto Perú: Antonio Vicente Seoane y Vicente Caballero. 
Como sucesos paralelos, los territorios dependientes de Santa Cruz se pronunciaron a favor de la revolución incluyendo la Gobernación de Moxos, el 22 de marzo de 1825 liderado por Anselmo Villegas (esta, desde 1822 había dejado de tener un gobernador y fue anexado a Santa Cruz). También Chiquitos lo hizo bajo el mando de Sebastián Ramos. Tanto Villegas como Ramos eran ex realistas. La Cordillera había permanecido libre por ser el refugio de la republiqueta de Santa Cruz y en Vallegrande se había iniciado el movimiento revolucionario. Ramos solicitó el apoyo del Gobernador de Mato Grosso, por lo que Sucre les envió un ultimátum, Chiquitos fue invadida por los brasileros y anexada a Mato Grosso el 15 de abril de 1825, pero luego el emperador Pedro I de Brasil repudió estos actos.
Aguilera huyó a la región entre Santa Cruz y Vallegrande, denominada Las Yungas de Arepucho, hasta que el 14 de octubre de 1828 encabezó un alzamiento realista en la ciudad de Vallegrande, pero fue vencido por Anselmo Ribas el 30 de octubre de 1828, logró huir pero fue apresado y fusilado el 23 de noviembre de 1828 en las cercanías a Vallegrande.

### Cuestión de Chiquitos
Durante la guerra del Brasil, las Provincias Unidas del Río de la Plata comenzaron a temer que las tropas brasileras pudieran vencer a las rioplatenses, debido a esto, durante los primeros meses de guerra el general Carlos María de Alvear empezó a intercambiar correspondencia con Antonio José de Sucre, quien en aquel entonces era gobernante del Alto Perú, un plan para invadir el Imperio del Brasil, causando una guerra entre la Gran Colombia y sus Estados satélites (Perú y Alto Perú) contra Brasil, para que la Gran Colombia se anexase territorios brasileros del norte, y el Río de la Plata territorios brasileros del sur, y el resto del Brasil dividirlo en repúblicas; es así, que los brasileros no tardaron mucho al enterarse del intercambio de cartas entre Alvear y Sucre. Aunque el emperador Pedro I no le dio mucha importancia, el gobernador del Estado brasileño de Mato Grosso, Manuel Alves de Acuña irritado por la posible alianza entre grancolombianos y rioplatenses, organizó sin el permiso del emperador un expedición militar al Alto Perú, con la finalidad de hacer una demostración del poder militar del Brasil e intimidar a la Gran Colombia y garantizar la neutralidad de este último. 
El 15 de abril de 1825, una tropa de 400 soldados brasileros al mando del comandante Manuel José de Araujo invadió y ocupó el territorio de Chiquitos, parte del territorio conocido como Gobierno político y militar de Chiquitos, declarando la anexión de dicho territorio al Brasil. Al enterarse de esto Sucre movilizó a su ejército grancolombiano y le envió una carta a Araujo, dándole un ultimátum notificándole que una agresión al Alto Perú desencadenaría una guerra entre la Gran Colombia y el Imperio del Brasil.
Días después, esta invasión llegó a los oídos de Pedro I, quien repudió la invasión y ordenó la retirada inmediata de las tropas brasileras del Alto Perú: asimismo depuso al gobernador de Mato Grosso, y envió cartas de disculpa a Sucre y Bolívar. Simón Bolívar aceptó las disculpas y se comprometió a mantener la neutralidad durante el conflicto.

### Cuestión de Tarija

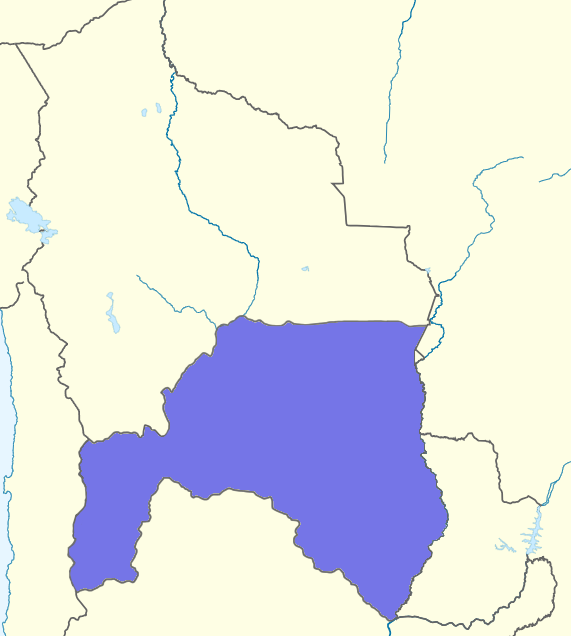
Extensión territorial de la Provincia de Tarija.

En agosto de 1825, comenzó el litigio sobre el territorio de Tarija con las Provincias Unidas del Río de la Plata, mientras esta última se encontraba en guerra con Brasil, puesto que el Río de la Plata estaba proyectando declarar a Tarija como provincia argentina (entidad federal de primer grado), mientras que el Estado Alto Peruano reclamando a Tarija como parte de Potosí.
Es así que Antonio José de Sucre, como gobernante del Alto Perú, envió al coronel Francisco Burdett O'Connor y a Bernardo Trigo Espejo desde Tupiza al frente de las tropas grancolombianas leales al Alto Perú a invadir Tarija. Lo que se produjo el 30 de mayo de 1825, el golpe de Estado al gobernador José Felipe de Echazú, quien fue nombrado por el gobernador de la provincia de Salta, Juan Antonio Álvarez de Arenales. En su lugar designó al coronel Bernardo Trigo como encargado de la Villa de Tarija, bajo jurisdicción del Alto Perú. Esta acción inició la Cuestión de Tarija.
Una delegación argentina encabezada por el general Carlos María de Alvear y el doctor José Miguel Díaz Vélez, a quienes secundaba Domingo de Oro, quienes estaban informados sobre la situación de Tarija, viajaron a Potosí para felicitar a Simón Bolívar por su triunfo en la Batalla de Junín y solicitarle la devolución de Tarija. Bolívar, el 17 de noviembre de 1825, ordenó a Sucre la devolución del territorio de Tarija al Río de la Plata. O’Connor entregó la ciudad al delegado argentino y nombrado teniente gobernador Ciriaco Díaz Vélez en marzo de 1826, quedando como una tenencia de gobierno de la Provincia de Salta.
Finalmente el 1 de diciembre de 1826, presidente rioplatense Bernardino Rivadavia, crearia la Provincia de Tarija.

## Declaración de Independencia

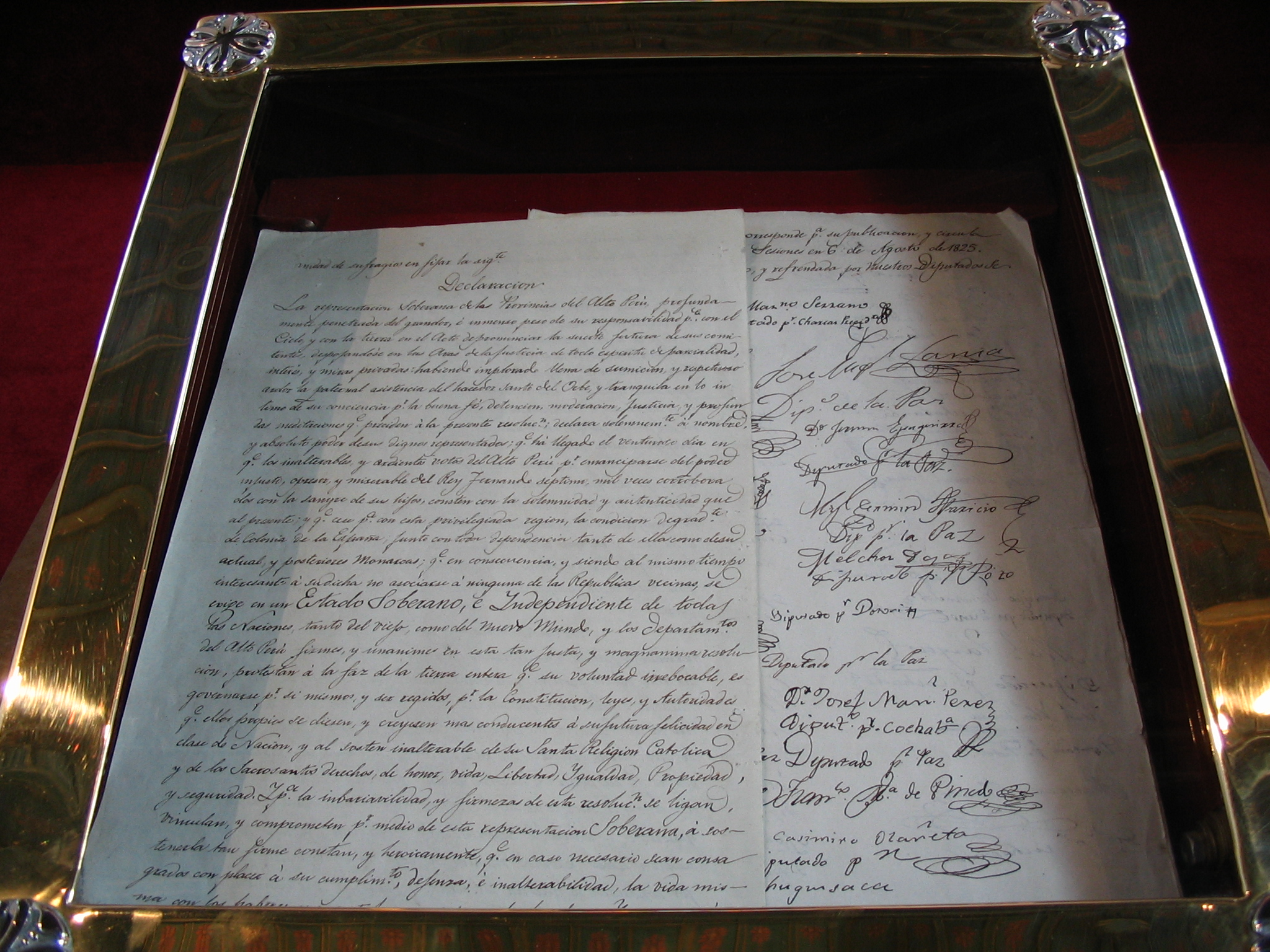
Acta de la Independencia de Bolivia en la Casa de la Libertad (Sucre).

Convocada nuevamente la Asamblea General Deliberante en Chuquisaca, el 9 de julio de 1825, y concluida se determinó la completa independencia del Alto Perú, bajo la forma republicana, por soberana de sus hijos. Finalmente, el presidente de la Asamblea José Mariano Serrano, junto a una comisión, redactó el Acta de la Independencia que lleva fecha del 6 de agosto de 1825, en honor a la Batalla de Junín ganada por Bolívar.
El acta de independencia, redactada por el presidente del Congreso, José Mariano Serrano, en su parte expositiva dice en tono vibrante:

El mundo sabe que el Alto Perú ha sido en el continente de América, el ara donde vertió la primera sangre de los libres y la tierra donde existe la tumba del último de los tiranos. [...] Los departamentos del Alto Perú protestan a la faz de la tierra entera, que sus resolución irrevocable es gobernarse por sí mismos.
Acta de la Independencia

La independencia fue declarada por 7 representantes de Charcas, 14 de Potosí, 12 de La Paz, 13 de Cochabamba y 2 de Santa Cruz.

## Cambio y debate del nombre
La denominación de Alto Perú dio su inicio a finales del siglo XVIII, pero esto era un sobrenombre de los rioplatenses hacia las cuatro provincias altas (La Paz, Potosí, Charcas y Cochabamba) o a los territorios altos de las cuatro provincias del norte del Virreinato del Río de la Plata y que eran jurisdicción en lo judicial a la Real Audiencia de Charcas. Esto porque las culturas y tradiciones de los pobladores tenían similitudes o ciertas semejanzas con la del sur del Virreinato del Perú.
Se usó de manera predominante durante proceso de emancipación. Cuando se dio la toma patriota de La Paz por José Miguel Lanza, se autoproclamó presidente del Alto Perú; y, cuando Antonio José de Sucre mantuvo estadía en el territorio, se conformó la Asamblea Deliberante con el nombre de Asamblea General de Diputados de las Provincias del Alto Perú.
Reunidos los asambleístas en Chuquisaca, en la sesión del 5 de agosto de 1825, se propuso el proyecto de ley que entre los artículos principales era el primero, en el que se establece oficialmente el territorio formado por las provincias altoperuanas y el segundo destinado a su denominación, que en lo sucesivo debía ser República de Bolívar. Aunque este nunca entró en vigor, puesto a que sólo había sido intenciones que no refrendó en las siguientes sesiones, las intenciones era para intentar que el Libertador reconozca al nuevo Estado.
Cuando se dio la fundación el 6 de agosto, la redacción del acta de fundación dice:

"El mundo sabe que el Alto Perú ha sido, en el continente americano, el ara donde se vertió la primera sangre de los libres y la tierra... La representación soberana de las provincias del Alto Perú, profundamente penetrada del grandor e inmenso peso de su responsabilidad para con el cielo y con la tierra..."
 Acta de la Independencia

Posteriormente el 11 de agosto, se debatió sobre la denominación oficial del nuevo Estado; y, se determinó que se llamaría República Bolívar, esto en honor el Libertador Simón Bolívar, y por las mismas intenciones de la sesión del 5 de agosto.

La Asamblea Jeneral del Alto–Perù, deseando acreditar pùblica, espresiva y solemnemente su eternal gratitud... deseando igualmente perpetuar en la memoria de los alto–peruanos... ha venido en decretar y decreta lo siguiente:

1º La denominacion del nuevo estado es, y serà para lo sucesivo, Repùblica Bolivar.
Dado en la Sala de sesiones de Chuquisaca à 11 de agosto de 1825.

La Asamblea General de la República de Bolívar después del solemne pronunciamiento del 6 del presente, que erige el Alto Perú en un Estado Libre e Independiente, ha creido interesante decretar, y decreta lo que sigue:

1. El Estado del Alto Perú se declara en su forma de Gobierno Representativo, Republicano.
Primera ley constitucional: División de poderes, 13 de agosto de 1825.

## Gobierno
| Gobernante                                                      | Gobernante                                                              | Gobernante            | Origen                                                   | Designación                                              | Inauguración                                         | Culminación                                                       |
| --------------------------------------------------------------- | ----------------------------------------------------------------------- | --------------------- | -------------------------------------------------------- | -------------------------------------------------------- | ---------------------------------------------------- | ----------------------------------------------------------------- |
| Presidente de la provincia de La Paz 1825 De facto              |                                                                         | José Miguel Lanza     | La Paz (intendencia de La Paz, Imperio español)          | Ocupación de La Paz y proclamación de independencia      | 29 ene. 1825 en La Paz                               | 9 feb. 1825 Se subordina a Sucre 17 jun. 1825 Transmitió el mando |
| General en jefe 1825 De facto                                   |                                                                         | Antonio José de Sucre | Cumaná (capitanía general de Venezuela, Imperio español) | Ocupación militar del Ejército Unido Libertador del Perú | 9 feb. 1825 en La Paz                                | 16 may. 1825                                                      |
| General en jefe 1825 De iure                                    | Ratificación de su autoridad por Simón Bolívar                          | Antonio José de Sucre | Cumaná (capitanía general de Venezuela, Imperio español) | 16 may. 1825 en Arequipa                                 | 11 ago. 1825 Establecimiento de la República Bolívar |                                                                   |
| Presidente de Asamblea General del Alto Perú 1825 Subgobernante | [[File:José_Mariano_Serrano.jpg\|100px\|alt={{{Alt\|{{{descripción}}}]] | José Mariano Serrano  | La Plata (intendencia de Chuquisaca, Imperio español)    | Nombrado por la Asamblea General                         | 10 jul. 1825 en Chuquisaca                           | 11 ago. 1825 Establecimiento de la República Bolívar              |